# Lepthyphantes tropicalis
Lepthyphantes tropicalis är en spindelart som beskrevs av Albert Tullgren 1910. Lepthyphantes tropicalis ingår i släktet Lepthyphantes och familjen täckvävarspindlar.
Artens utbredningsområde är Tanzania. Inga underarter finns listade i Catalogue of Life.